# Tag des Artenschutzes
Der Tag des Artenschutzes (UN World Wildlife Day) ist ein im Rahmen des Washingtoner Artenschutzübereinkommens (CITES, Convention on International Trade in Endangered Species of Wild Fauna and Flora) eingeführter Aktions- und Gedenktag zum Artenschutz. Er findet jährlich am 3. März statt: Durch das am 3. März 1973 unterzeichnete Abkommen sollen bedrohte wildlebende Arten (Tiere und Pflanzen) geschützt werden, die durch Handelsinteressen gefährdet sind.
Der Vollzug und die Überwachung  des Abkommens zum Artenschutz erfolgt in Deutschland durch das Bundesamt für Naturschutz. Auf regelmäßigen Tagungen der Vertreter der Unterzeichnerstaaten werden die geltenden Regelungen überprüft und Anträge auf weitere Handelsbeschränkungen gestellt.
Im Jahr 2024 wirbt die Stadt Wuppertal im Rahmen dieses Tages für den Erhalt des Steinkauzes, dessen Population rückläufig ist.